# GNAT 수정 일반 공중 사용 허가서

GNU 로고

GNAT 수정 일반 공중 사용 허가서(GNAT Modified General Public License, 약칭: 수정 GPL, GMGPL)는 컴파일된 단위와 에이다 프로그래밍 언어에 있는 제네릭 기능을 위해 특별히 수정된 GNU 일반 공중 사용 허가서 버전이다.
수정된 내용은 다음과 같다.
특별한 예외로, 다른 파일이 이 단위에서 제네릭을 인스턴스화하거나, 실행 파일을 생성하기 위해 이 단위를 다른 파일과 연결하는 경우, 이 단위 자체는 결과 실행 파일이 GNU 일반 공중 사용 허가서의 적용을 받도록 하지 않는다. 그러나 이 예외는 실행 파일이 GNU 공중 사용 허가서의 적용을 받을 수 있는 다른 어떠한 이유도 무효화하지 않는다.
GNAT 에이다 컴파일러는 컴파일러 지시문을 통해 일부 GPL 소프트웨어 라이선스 문제에 대한 적합성 검사를 자동화할 수 있다. pragma License (Modified_GPL);를 사용하여 수정 GPL에 대한 검사를 활성화한다. GNAT 참조 설명서는 다른 컴파일러 지시문과 함께 라이선스 프라그마를 문서화한다.

## 같이 보기
- 자유 소프트웨어 라이선스
- GNU 자유 문서 사용 허가서
- GNU 약소 일반 공중 사용 허가서
- OpenSSL 예외
- GPL 링크 예외